# Bovolone
Bovolone is een gemeente in de Italiaanse provincie Verona (regio Veneto) en telt 13.934 inwoners (31-12-2004). De oppervlakte bedraagt 41,4 km², de bevolkingsdichtheid is 337 inwoners per km².
De volgende frazioni maken deel uit van de gemeente: Villafontana.

## Demografie
Bovolone telt ongeveer 5149 huishoudens. Het aantal inwoners steeg in de periode 1991-2001 met 3,7% volgens cijfers uit de tienjaarlijkse volkstellingen van ISTAT.
| Jaar | Inwoneraantal |
| ---- | ------------- |
| 1991 | 12.953        |
| 2001 | 13.426        |

## Geboren
- Giuseppe Pasotto (1954), geestelijke en bisschop
- Pietro Caucchioli (1975), wielrenner
- Davide Gabburo (1993), wielrenner

## Geografie
De gemeente ligt op ongeveer 24 m boven zeeniveau.
Bovolone grenst aan de volgende gemeenten: Cerea, Concamarise, Isola della Scala, Isola Rizza, Oppeano, Salizzole, San Pietro di Morubio.

## Externe link

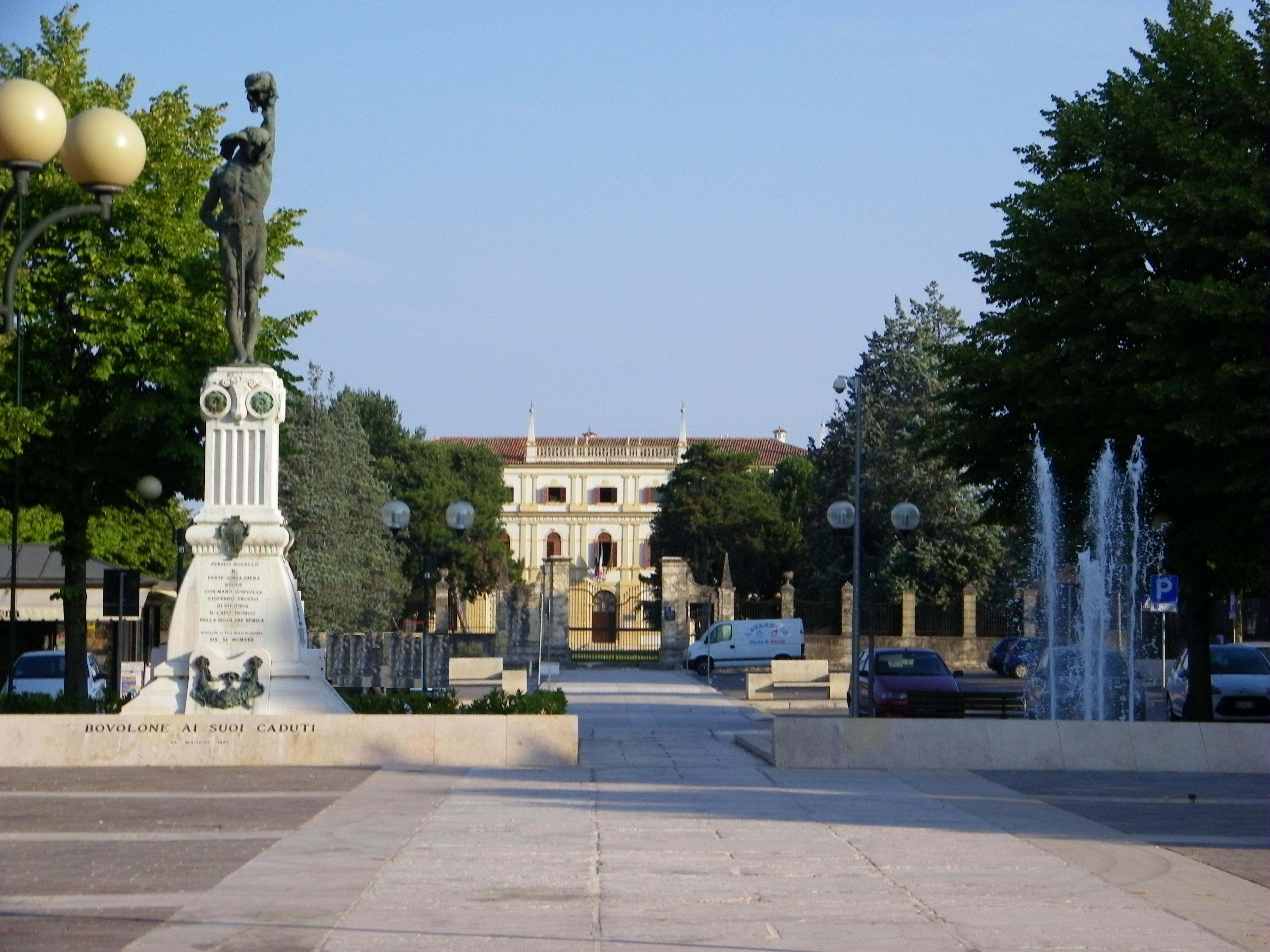
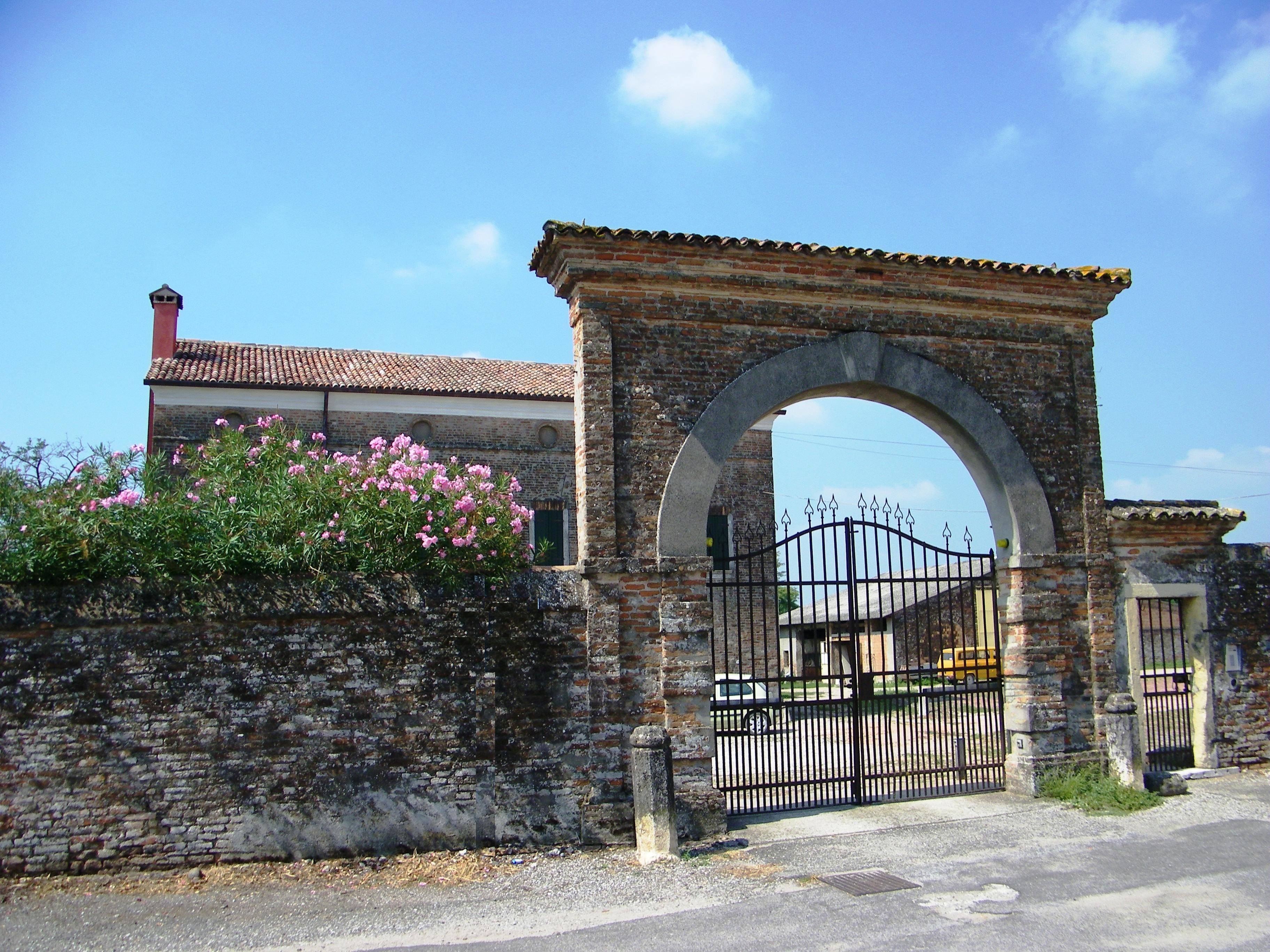
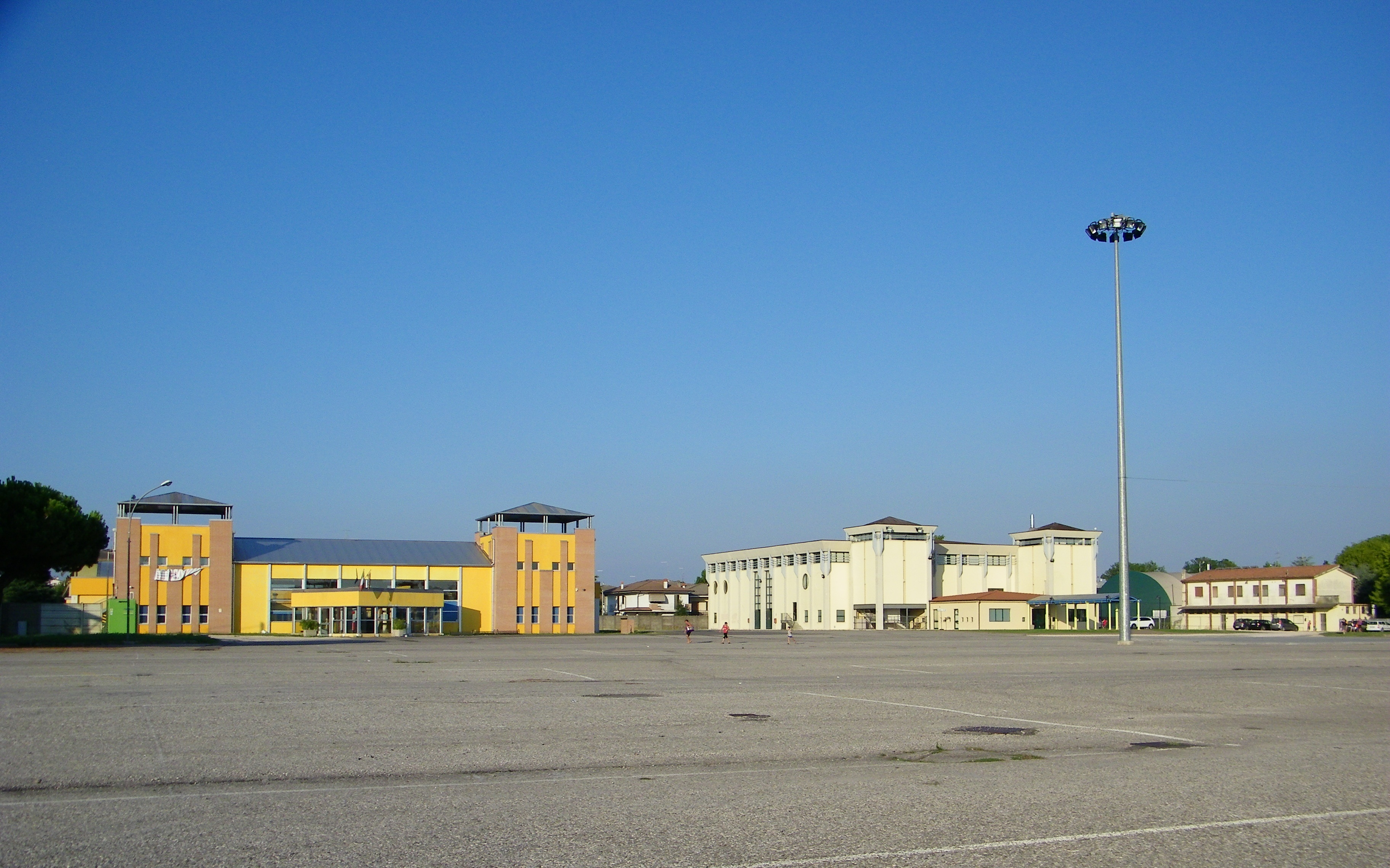
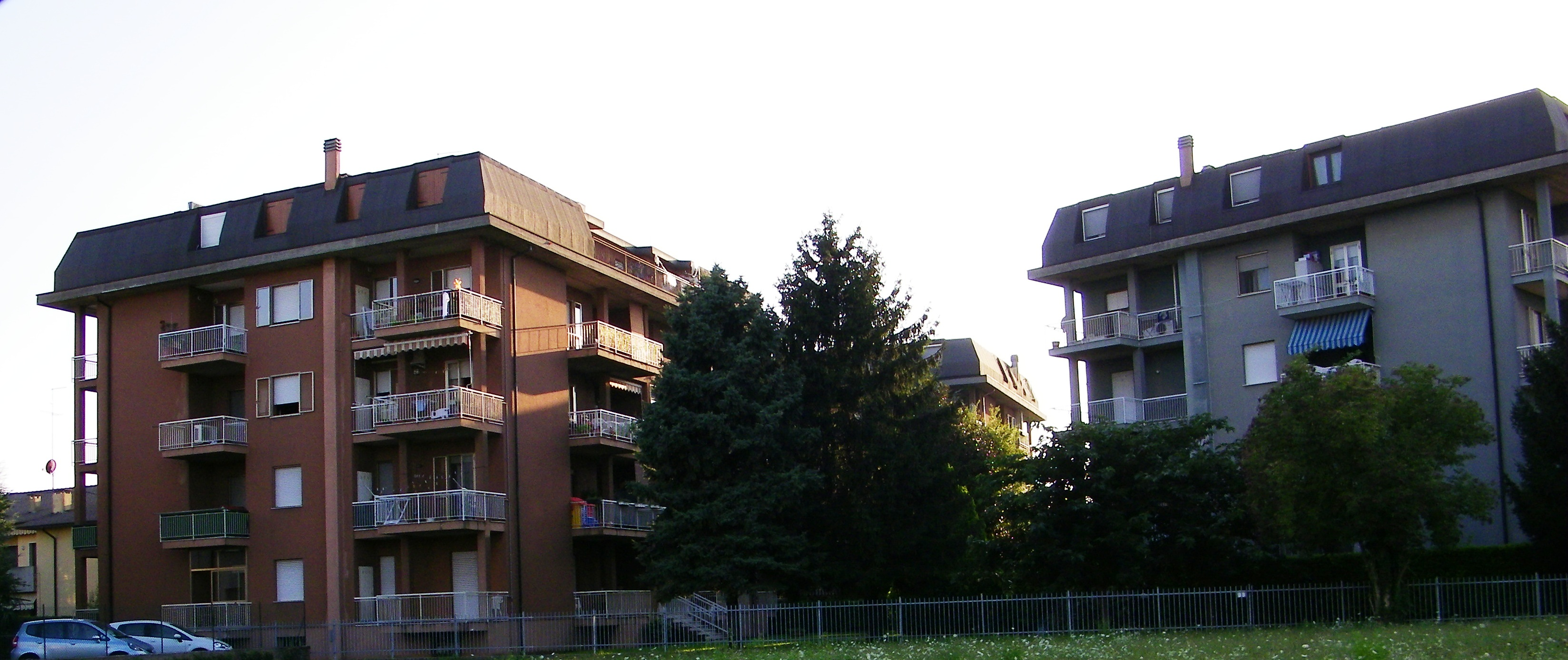
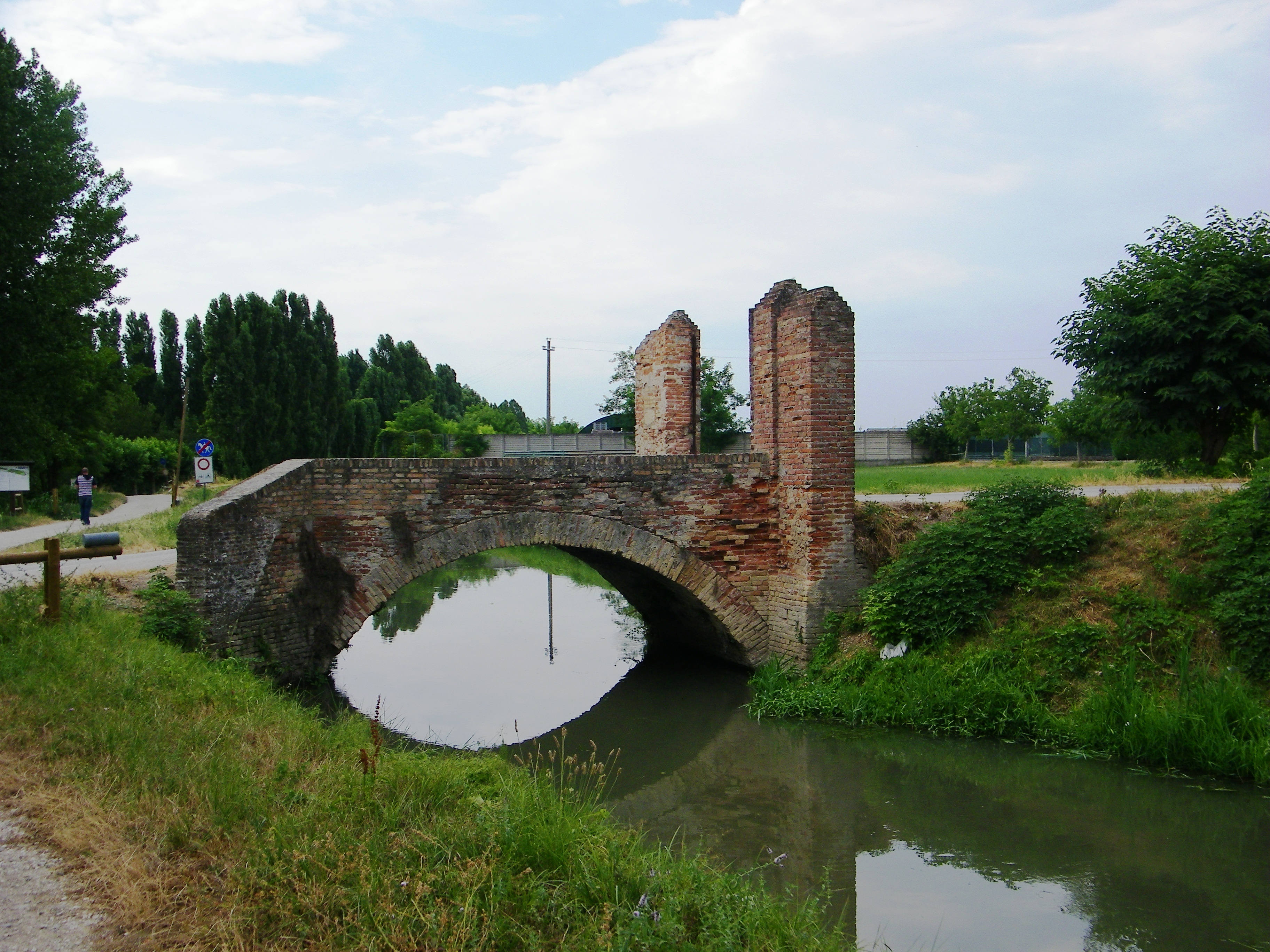
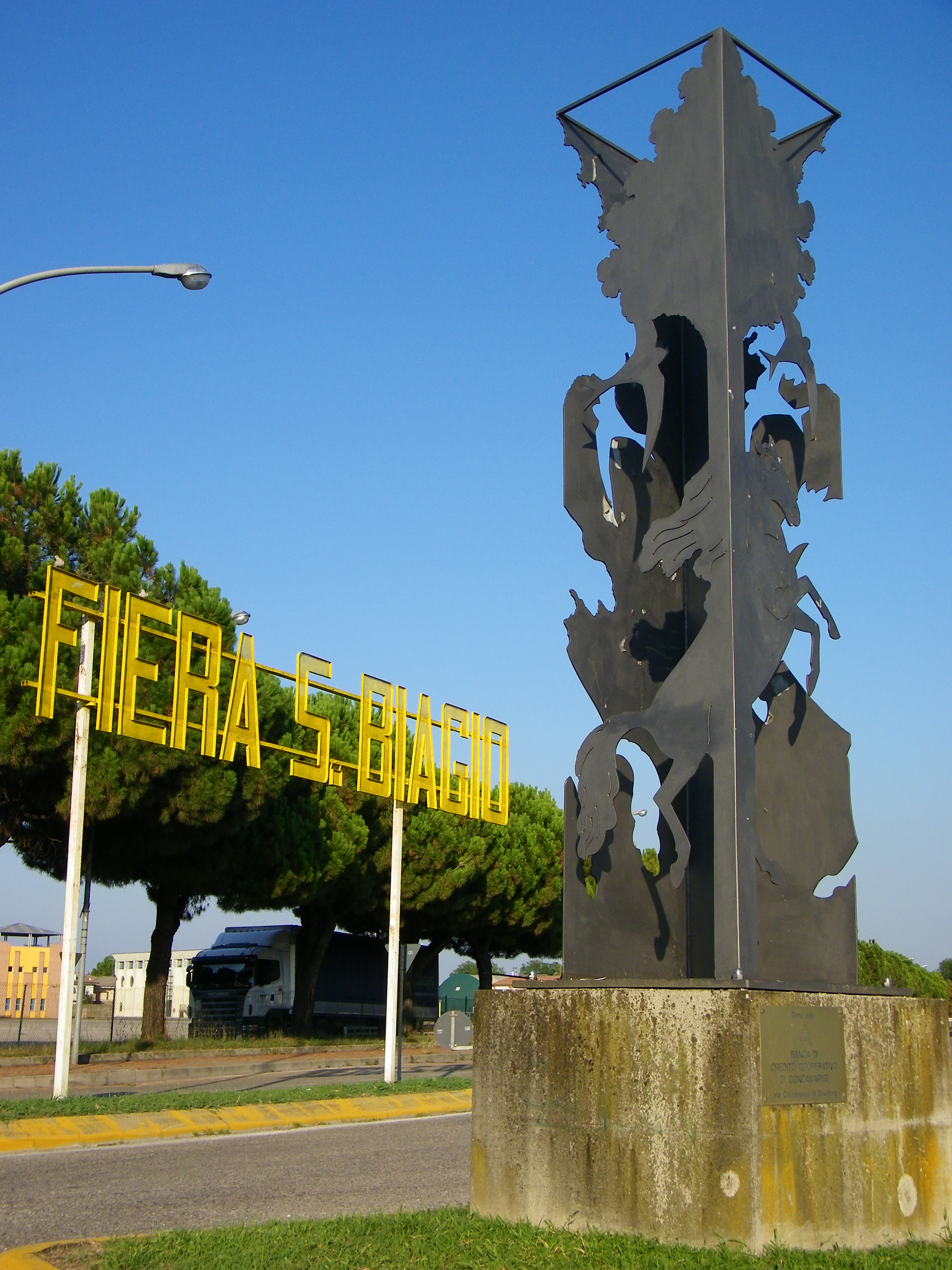
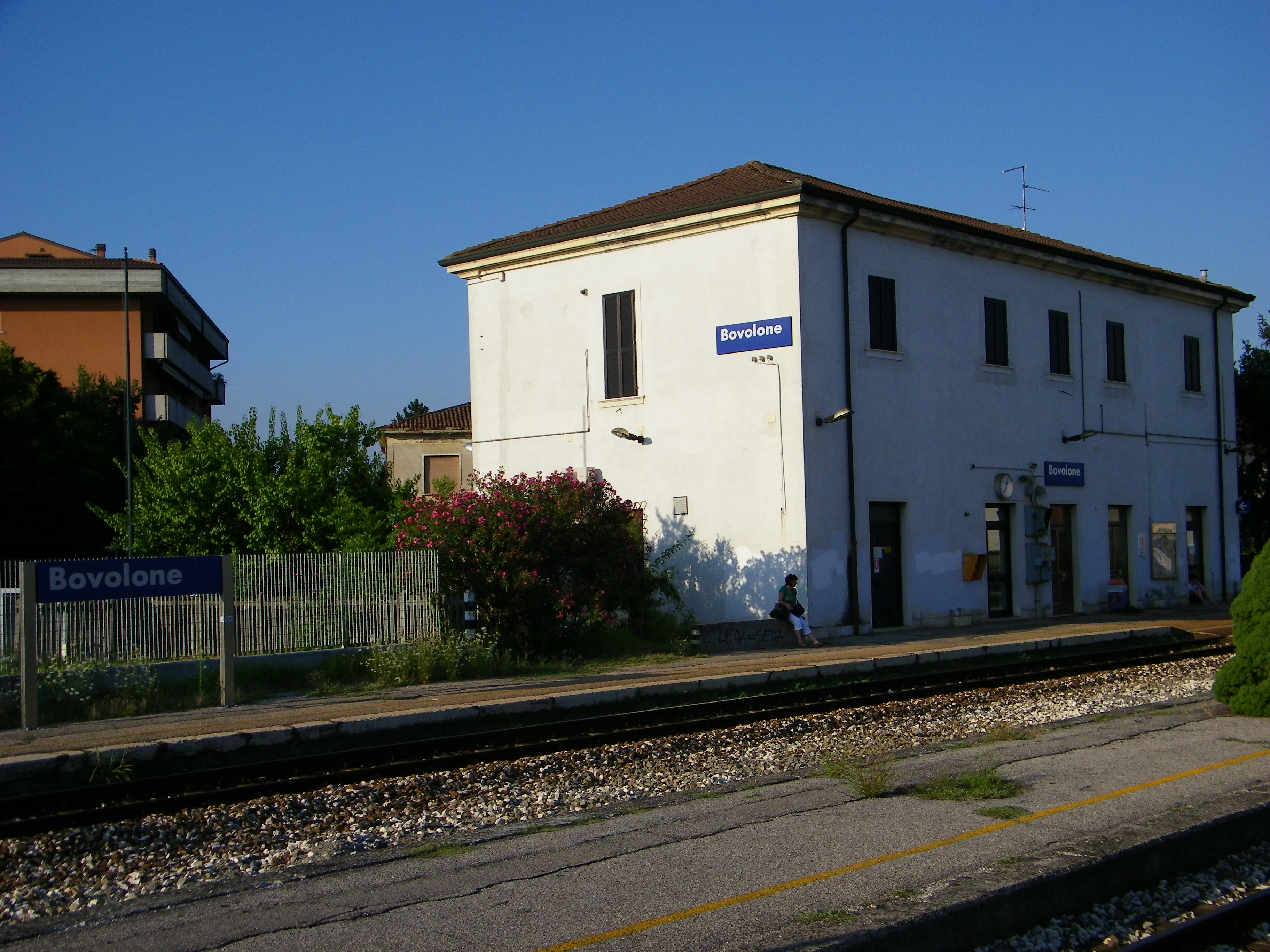